# Liste der Monuments historiques in Saint-Didier-d’Aussiat
Die Liste der Monuments historiques in Saint-Didier-d’Aussiat führt die Monuments historiques in der französischen Gemeinde Saint-Didier-d’Aussiat auf.

## Liste der Bauwerke
| Bezeichnung         | Beschreibung | Standort       | Kennzeichnung | Schutzstatus | Datum | Bild           |
| ------------------- | ------------ | -------------- | ------------- | ------------ | ----- | -------------- |
| Gutshof von Cossiat |              | Cossiat (Lage) | PA00116548    | Inscrit      | 1925  | weitere Bilder |

## Liste der Objekte
- Monuments historiques (Objekte) in Saint-Didier-d’Aussiat in der Base Palissy des französischen Kultusministeriums